# Garzau-Garzin
Garzau-Garzin é um município da Alemanha, situado no distrito de Märkisch-Oderland, no estado de Brandemburgo. Tem 26,08 km² de área. Em 2019, sua população teve uma estimativa de 522 habitantes, tendo uma queda de 136 desde 2008.